# Yayé Garba
Yayé Garba (* 31. Dezember 1957 in N’Gonga; † 11. Mai 2013 in Bamako; auch: Yaya Garba) war ein nigrischer Offizier.

## Leben
Yayé Garba wurde im zu N’Gonga gehörenden Dorf Louloudjé geboren. Er ging nach der Grund- und Mittelschule von 1978 bis 1981 auf die Militärakademie in Antsirabe in Madagaskar und schloss sich den Nigrischen Streitkräften an. Er hielt sich mehrmals zu militärischen Fortbildungen in Frankreich auf, wo er unter anderem die Schule für Luftlandetruppen in Pau besuchte. Garba wurde 1983 zum Leutnant befördert und 1985 zum Kommandanten einer Fallschirmjägerkompagnie in Niamey ernannt. Im Jahr 1989 wurde er Kommandant einer Fallschirmjägerkompagnie in Maradi und im Jahr 1990 Kommandant der Ausbildungsgruppe im Militärlager Tondibiah. Er erreichte 1993 den Rang eines Majors und wurde Kommandant der Verteidigungszone Nr. 2 in Agadez, danach im November 1995 Kommandant der Verteidigungszone Nr. 3 in Zinder.
Garba gehörte zu den zwölf Offizieren, die beim Militärputsch am 27. Januar 1996 an die Macht kamen, indem sie den Staatspräsidenten Mahamane Ousmane und seine Regierung absetzten und die Verfassung außer Kraft setzten. Die zwölf Offiziere bildeten unter dem Vorsitz von Ibrahim Baré Maïnassara den Rat des nationalen Wohls, der bis Dezember 1996 die Militärjunta des Landes war. Garba übernahm im August 1996 die Leitung des 3. Büros des Generalstabs der Nigrischen Streitkräfte. Im Juli 1998 wurde er zum Oberstleutnant befördert. Von Dezember 1998 bis Mai 1999 war er als Präfekt des Departements Agadez tätig. Anschließend wurde Garba Direktor für strategische Studien im nigrischen Verteidigungsministerium. Diese Tätigkeit unterbrach er, als er 2000/2001 an der Mission der Vereinten Nationen in der Demokratischen Republik Kongo teilnahm. Im Juli 2003 erreichte er den Rang eines Obersts. Unter der Militärjunta Oberster Rat für die Wiederherstellung der Demokratie wurde Garba im März 2010 zum Gouverneur der Region Agadez (ehemals Departement Agadez) bestimmt. Seine Amtszeit lief im Mai 2011 aus. Im Jahr 2012 wurde Yayé Garba zum Brigadegeneral und zum stellvertretenden Kommandanten der African-led International Support Mission to Mali ernannt. Er erlitt im darauffolgenden Jahr einen plötzlichen Herztod. Er hinterließ eine Witwe mit Namen Haoua und fünf Kinder.

## Ehrungen
- Großkreuz des Nationalordens Nigers (2011)
- Offizier des Verdienstordens Nigers (2007)
- UN-Medaille (2001)
- Médaille des Théâtres d’opérations extérieurs (2005)
- Médaille d’Or de la Défense Française (2010)[4]